# Austrian International 2023
Die Austrian International 2023 (auch Austrian Open 2023) fanden vom 25. bis zum 28. Mai 2023 in Graz statt. Es war die 52. Austragung dieser offenen internationalen Meisterschaften von Österreich im Badminton.

## Sieger und Platzierte
| Disziplin    | Gold                         | Silber                             | Bronze                             |
| ------------ | ---------------------------- | ---------------------------------- | ---------------------------------- |
| Herreneinzel | Julien Carraggi              | Huang Yu-kai                       | Joakim Oldorff                     |
| Herreneinzel | Julien Carraggi              | Huang Yu-kai                       | Wang Po-wei                        |
| Dameneinzel  | Wang Yu-si                   | Huang Yu-hsun                      | Kaloyana Nalbantova                |
| Dameneinzel  | Wang Yu-si                   | Huang Yu-hsun                      | Rakshitha Sree Santhosh Ramraj     |
| Herrendoppel | Low Hang Yee Ng Eng Cheong   | Lwi Sheng Hao Jimmy Wong           | Ondřej Král Adam Mendrek           |
| Herrendoppel | Low Hang Yee Ng Eng Cheong   | Lwi Sheng Hao Jimmy Wong           | Rory Easton Zach Russ              |
| Damendoppel  | Liu Chiao-yun Wang Yu-qiao   | Hsu Yin-hui Lee Chih-chen          | Abbygael Harris Annie Lado         |
| Damendoppel  | Liu Chiao-yun Wang Yu-qiao   | Hsu Yin-hui Lee Chih-chen          | Lizzie Tolman Estelle van Leeuwen  |
| Mixed        | Ethan van Leeuwen Annie Lado | Lim Tze Jian Desiree Siow Hao Shan | Chen Bo-yuan Chung Kan-yu          |
| Mixed        | Ethan van Leeuwen Annie Lado | Lim Tze Jian Desiree Siow Hao Shan | Callum Hemming Estelle van Leeuwen |